# 3300 МакҐлессон
3300 МакҐлессон (3300 McGlasson) — астероїд головного поясу, відкритий 10 липня 1928 року.
Тіссеранів параметр щодо Юпітера — 3,090.